# 歌ごよみ お夏清十郎
『歌ごよみ お夏清十郎』（うたごよみ おなつせいじゅうろう）は、1954年に公開された冬島泰三監督の日本映画。市川雷蔵が大映以外で出演した唯一の他社作品である。

## スタッフ
- 監督 - 冬島泰三
- 製作 - 福島通人、樋口大祐
- 原作 - 旗一兵
- 脚本 - 舟橋和郎
- 撮影 - 太田真一
- 美術 - 川村鬼世志
- 音楽 - 上原げんと
- 主題歌 - ｢お夏清十郎｣・｢おしどり花笠｣、作詞 石本美由起、作曲 上原げんと、唄 美空ひばり
- 録音 - 杉山政明
- 照明 - 藤来数義
- 編集 - 吉田味津三

## キャスト
- 美空ひばり - お夏
- 八代目 市川雷藏 - 清十郎
- 柳永二郎 - 近江屋甚兵衛
- 三條美紀 - お蔦
- 河野秋武 - 勘十郎
- 川田晴久 - 般若の伝六
- 山茶花究 - 人夫安吉
- 香川良介 - 但馬屋九右衛門
- 高松錦之助 - 彌助
- 堺駿二 - 与助
- 石原須磨男 - 多十郎
- 澤井三郎 - 唖の寅松
- 中村時十郎 - 大場伴内
- 大友富右衛門
- 野沢栄一 - 那波屋又左衛門
- 金澤佳都夫
- 光妙寺三郎
- 圓友和歌子
- 長岡三郎
- 三島清志
- 鈴木稔
- 菱和田敏
- 西岡昭
- 大城泰
- 村上記代
- 吾妻道代
- 内堀徳子
- 西村美智子